# 1404 w literaturze
Wydarzenia literackie w 1404 roku.

## Urodzili się
- Leone Battista Alberti, poeta włoski